# Gaby Glide
| - Deslys et Pilcer dansant le Gaby Glide, vers 1913. - Couverture de la partition de musique The Gaby Glide (1911). |

Le Gaby Glide est une danse créée en 1911 et nommée d'après l'artiste de music-hall française Gaby Deslys.

## Origine
La danse est nommée en 1911 en l'honneur de Gaby Deslys et créée par le chorégraphe américain Ned Wayburn (en) pour la pièce Vera Violetta donnée notamment au Winter Garden Theatre à Manhattan,. D'après le journal Le Petit Haut-Marnais, le créateur de la danse serait Harry Pilcer, que Deslys épouse en 1912. Son numéro dans Vera Violetta n'était pas le numéro principal, mais le numéro de danse The Gaby Glide des autres interprètes lui rend hommage.

## Description
Le personnage principal du couple est la dame qui doit être placée devant l'homme, posée légèrement décalée sur le côté, ce qui crée un effet de glissement. La danse se danse sur de la musique en 
, le morceau musical The Gaby Glide ou n'importe quelle musique de scottish.

### Version de Newman
|  |

Albert W. Newman décrit une séquence de Gaby Glide dans son livre Dances of To-day publié en 1914:

« Danseurs en position fermée.
Glissez le pied gauche vers le côté (1), soulevez le pied droit vers le côté et sautez sur le pied gauche (2); passez le pied droit derrière le pied gauche (3), le pied gauche vers le côté (x), et de nouveau le pied droit croisé derrière le pied gauche (4). C'est un Pas de Bourrée. Répétez le tout, une mesure.
Marchez sur le pied gauche (1), levez le pied droit légèrement et sautez sur le pied gauche (2), puis marchez sur le pied droit (3) ; soulevez le pied gauche et sautez sur le pied droit (4). Répétez cette mesure.
Répétez le tout depuis le début.
Il existe diverses autres versions du Gaby Glide, mais elles deviennent plus difficiles et moins pratiques. »